# NGC 927
NGC 927 је спирална галаксија у сазвежђу Ован која се налази на NGC листи објеката дубоког неба.
Деклинација објекта је + 12° 9' 19" а ректасцензија 2h 26m 37,3s. Привидна величина (магнитуда) објекта NGC 927 износи 13,5 а фотографска магнитуда 14,2. NGC 927 је још познат и под ознакама UGC 1908, MCG 2-7-9, MK 593, CGCG 439-9, IRAS 02239+1155, PGC 9292.